# SU-152
El SU-152 «Zveroboy» (Samokhodnaya Ustanovka-152, cañón autopropulsado-152) era un cañón autopropulsado pesado soviético utilizado durante la Segunda Guerra Mundial.
Estaba armado con un cañón/obús de 152 mm sobre el chasis de un tanque pesado Kliment Voroshilov-1S. Por su rol adoptado de cazatanques, capaz de dejar fuera de combate a los blindados alemanes mejor protegidos: Tiger, Panther y Elefant, se ganó el apodo de «matabestias» (Zveroboy).

## Construcción y diseño

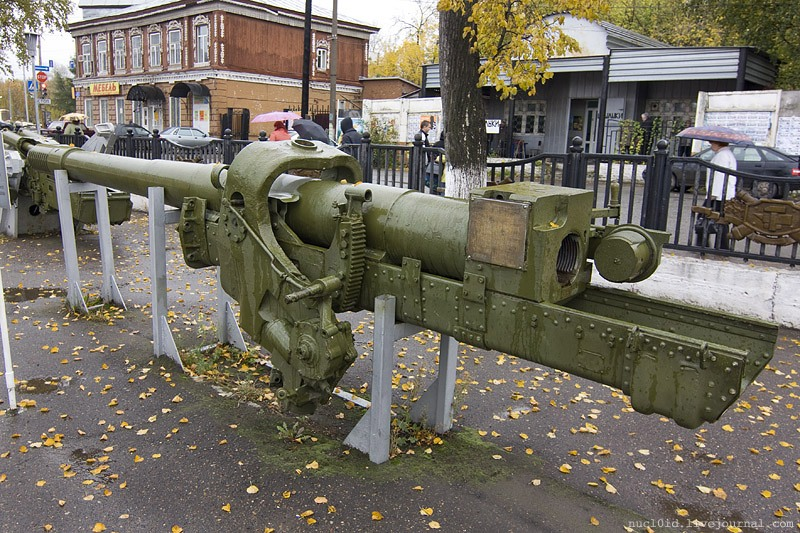
Cañón/obús ML-20S de 152 mm para SU-152 en Perm, Rusia.

El SU-152 siguió el mismo diseño que los demás vehículos de artillería autopropulsada soviéticos (excepto el SU-76). El casco completamente blindado estaba dividido en dos compartimientos: uno para la tripulación, el cañón y la munición al frente del casco; y otro para el motor y la transmisión en la parte de atrás. El casco estaba compuesto de diferentes planchas de blindaje soldadas: 75, 60, 30 y 20 mm de grosor. Las planchas del frente del casco y de la superestructura estaban inclinadas para ofrecer una mayor protección; el blindaje lateral era vertical. El blindaje de la parte inferior del casco y de la parte trasera era cilíndrico, y bastante complejo de producir. El cañón/obús ML-20S estaba montado un poco a la derecha del centro, y podía cubrir un arco horizontal de 12 grados. Tres de los tripulantes estaban a la izquierda del arma: el conductor al frente, luego el artillero y por último el cargador. El comandante del vehículo y el operador del mecanismo de la recámara se ubicaban a la derecha.
La suspensión consistía de 12 barras de torsión para 6 ruedas de rodadura de 60 cm de diámetro, de cada lado. Cada cadena estaba compuesta de 90 eslabones estampados, cada uno de 608 mm de ancho. Había tres tanques de combustible internos: dos en el compartimiento de la tripulación y otro en el del motor, dándole una capacidad total de 600/615 litros. Estos eran usualmente suplementados por cuatro tanques externos inconexos, que podían añadir unos 360 litros de capacidad. Un suministro eléctrico de 24 voltios era proporcionado por un generador GT-4563A de 1 kW con una unidad reguladora  RRA-24 y cuatro baterías 6STE-128 con una capacidad total de 256 amperio-horas. Este equipo eléctrico era común a muchos blindados soviéticos de la época. El generador y las baterías alimentaban a todos los aparatos eléctricos: el motor de arranque ST-700, un equipo de radio, un intercomunicador, iluminación de los aparatos de puntería, luces internas y externas.
Para la observación desde el interior, todas las escotillas del techo tenían periscopios y había dos miras para el arma: la telescópica ST-10 y una mira panorámica. La tripulación contaba con un intercomunicador TPU-4-BisF, y para la comunicación con otros vehículos u otras unidades había una radio: la primera serie de SU-152 estaba equipada con la 9R, luego la 10R y finalmente la 10RK-26. Estas radios eran superiores a los equipos soviéticos de principios de la guerra, si bien las alemanas eran mejores.
La tripulación contaba con dos subfusiles PPSh-41 y veinticinco granadas de mano F-1 para defenderse.

## Historial de combate

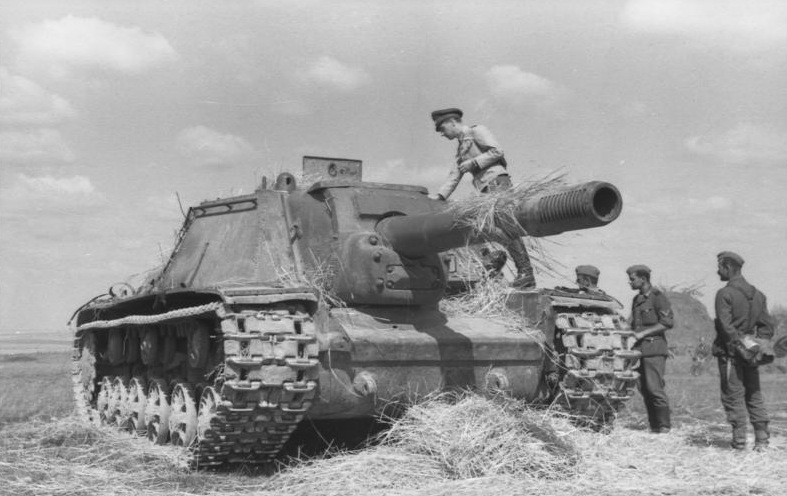
Un SU-152 abandonado es inspeccionado por tropas alemanas.

Si bien no estaba diseñado para el rol, el SU-152 demostró ser un cazatanques barato, fabricado en grandes cantidades y efectivo, superado entre los modelos soviéticos solo por el SU-100. Además, fue muy exitoso en su papel original contra infantería y fortificaciones. En combate, era utilizado para dos propósitos distintos: apoyo de artillería a largo alcance durante los asaltos; y como cazatanques improvisado (usualmente en emboscadas).
El SU-152 fue producido en grandes cantidades hasta 1943, y los primeros aparatos fueron entregados a los nuevos regimientos de artillería autopropulsada creados en mayo de 1943. El primer regimiento llegó a la Batalla de Kursk solo con 12 cañones, y fue  complementado hasta incluir las 21 armas de la unidad entera durante la lucha. (Zaloga 1984:165)
Las desventajas del vehículo incluían una baja cadencia de tiro (debido al gran tamaño de la munición), poca capacidad de almacenamiento de la munición (solo 20 proyectiles) y un compartimiento de batalla apretado y poco ergonómico. Su blindaje no era más que adecuado: su plancha de acero frontal de 65 mm a 30° era moderadamente superior a la del tanque mediano T-34, pero aún vulnerable al KwK 36 del Tiger I y el KwK 43 del Elefant (ambos de 88 mm) a larga distancia y al KwK 40 de 75 mm del StuG IV y las versiones mejoradas del Panzer IV y StuG III a distancias medias o cortas (y de cualquier distancia por el flanco o la retaguardia). El arma de 152 mm, si bien tenía un alcance máximo muy superior al 88 mm, era en realidad un obús pesado para cuerpo, y tenía un alcance preciso mucho más corto que el 88 mm o el 75 mm, aunque podía devolver fuego a la misma distancia. Esto hizo que el SU-152 fuera más efectivo en grandes emboscadas, donde las ventajas de los tanques pesados alemanes podían ser anuladas y la capacidad de destruir un tanque de un solo disparo del cañón soviético podía ser mejor aprovechada.
Ya que estaba pensado más como una pieza de artillería autopropulsada que como un verdadero cazatanque, se solía equipar al SU-152  con más munición de alto explosivo que perforante. La munición explosiva de 152 mm producía una explosión enorme y su efectividad no se basaba en la velocidad, haciéndola efectiva contra el Tiger y el Elefant (aunque menos que la munición perforante). Era conocida por su capacidad de arrancar la torreta del Tiger I solo por la violencia de la explosión, y numerosos blindados alemanes fueron anotados como destruidos por fuego de SU-152 durante la batalla de Kursk: por ejemplo, el Mayor Sankovsky con su tripulación destruyó 10 tanques (de tipo desconocido) en un solo día, y se le entregó la medalla de Héroe de la Unión Soviética. 
Sin embargo, era menos efectivo cuando se trataba de liquidar al cazatanques pesado Elefant, que era frontalmente invulnerable a cualquier cañón ruso menor y no tenía torreta, lo que lo hacía más resistente a la munición de alto explosivo. Mientras que los soviéticos afirmaron la destrucción de por lo menos 7 Elefants durante emboscadas en Kursk, los informes de batalla alemanes revelan que si bien varios Elefants fueron sacados de combate, solo uno de ellos fue completamente destruido y que el resto fueron sacados de combate pero recuperados por la noche, rápidamente reparados y devueltos al campo de batalla con nuevos tripulantes. Esto se ha atribuido a que la munición debía su efectividad principalmente a la fuerza de la explosión, que mataba a la tripulación y destruía el interior del vehículo por concusión y astillamiento de las planchas sin dañar el depósito de munición o el chasis. Como respuesta a esto, la doctrina soviética fue modificada al ordenarse a las tripulaciones seguir disparando contra vehículos incapacitados hasta destruir la torre.
Después de Kursk se produjo en pequeñas cantidades la munición perforante de 152 mm BR-540 de núcleo rígido y se la entregó a los batallones de cazatanques pesados, pero la baja velocidad inherente del arma hizo que este proyectil no fuera más preciso que el estándar de alto explosivo (que además podía usarse contra infantería).
Tras la actuación del SU-152 en Kursk, el vehículo tuvo un papel muy importante destruyendo fortificaciones alemanas durante la contraofensiva de la Operación Bagration, siendo este el rol original del aparato. Desde la segunda mitad de 1943 hasta el final de la guerra, el SU-152 fue utilizado en todos los frentes soviéticos, desde Finlandia hasta Crimea. Debido a las pérdidas en combate y a la finalización de su producción en masa en diciembre de 1943, el número de SU-152 en el Ejército soviético disminuyó. Finalmente los SU-152 fueron reemplazados por los más confiables y mejor blindados ISU-152, que tenían el mismo armamento para el mismo doble rol.

## Organización
El SU-152 fue usado por los regimientos independientes de artillería pesada autopropulsada (OTSAP, ОТСАП, en ruso Otdel'niy Tyazheliy Samokhodno-Artilleriyskiy Polk, Отдельный Тяжелый Самоходно-Артиллерийский Полк). Inicialmente cada OTSAP tenía 12 SU-152s, divididos en tres baterías de cuatro vehículos cada una. Un tanque KV-1S servía como vehículo del comandante. Luego de noviembre de 1943 la organización de los OTSAP cambió a 21 vehículos por regimiento.